# Borbela
Borbela ist ein Ort und eine ehemalige Gemeinde (Freguesia) im portugiesischen Kreis Vila Real. Die Gemeinde hatte 2646 Einwohner (Stand 30. Juni 2011).
Am 29. September 2013 wurden die Gemeinden Borbela und Lamas de Olo zur neuen Gemeinde União das Freguesias de Borbela e Lamas de Olo zusammengeschlossen.